# Fuero de Llanes
El Fuero de Llanes es un fuero otorgado por el rey Alfonso IX hacia 1228 a la puebla de Llanes. Es un fuero realizado basándose en el Fuero de Benavente.
Los Reyes Católicos en 28 de abril de 1481 otorgaron el Privilegio de confirmación del Fuero de Llanes.